# Oertel Kristallglas
Joh. Oertel & Co. Kristallglas ist ein im Jahr 1869 in Haida als „Glasfabrikationsgeschäft rücksichtlich Glasraffinerie für Export“ gegründetes Familienunternehmen, welches sich mit der Veredelung von Rohglas, speziell Kristallglas und Bleikristall befasst. Der Firmengründer, Johannes Christian Oertel, meldete schon 1887 ein „Verfahren zur Verzierung von Glas- und Porzellangegenständen mit Perlmutterglanz“ und 1889 ein „Verfahren zur Herstellung einer Farbzier auf Hohlglasgegenständen“ zum Patent an und prägte so die Entwicklung in der Glasveredelung. Für den europäischen Markt produziert Joh. Oertel & Co. seit Mitte 2014 unter der Marke OertelCrystal.

## Geschichte

### Heimat und Vertreibung

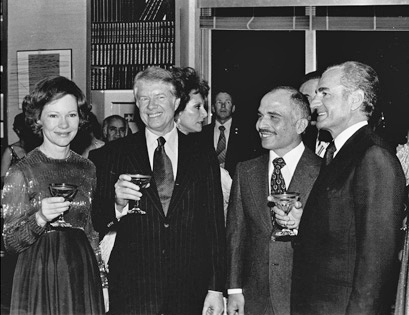
Rosalynn Carter, Jimmy Carter, König Hussein I. von Jordanien und Schah Mohammad Reza Pahlavi von Persien (v. l. n. r.) trinken aus Oertel Kristallgläsern der Serie Farah.

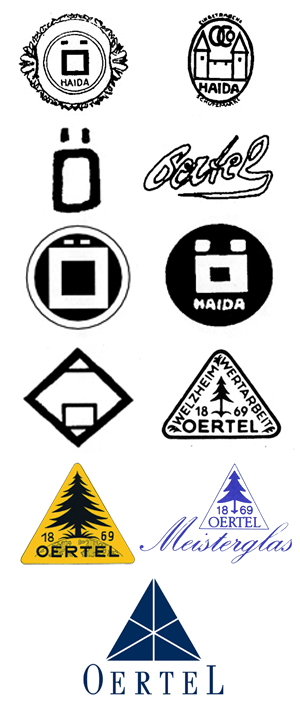
Die Logos von Joh. Oertel & Co. von 1869 bis 2014 von links oben nach rechts unten.

Das in vierter Generation geführte Familienunternehmen Joh. Oertel & Co. Kristallglas wurde am 31. Januar 1869 in Haida, damals der Österreichisch-Ungarischen Monarchie (k. u. k. Monarchie) zugehörig, gegründet. Durch die Vertreibung 1945 aus der Heimat Nordböhmen kam die Familie Oertel nach Welzheim bei Stuttgart. Dort wurde die Firma von Johannes Oertel und seinem Schwiegersohn Rolf Neuhäuser wieder aufgebaut und viele ehemalige Mitarbeiter aus Haida arbeiteten wieder für Joh. Oertel & Co. Kristallglas. 1967 übernahm Maria Neuhäuser, geborene Oertel, das Unternehmen nach dem Tode ihres Mannes. 1978 übergab sie es ihrer Tochter Petra Schütte, geb. Neuhäuser, die nach wie vor die Leitung des Familienunternehmens innehat. Gegen Ende der 1990er Jahre beschloss Joh. Oertel & Co. Kristallglas die Produktion in die ehemalige Heimat zurückzuverlegen. Heute lässt Oertel in mehreren Glashütten in Böhmen produzieren. Die Entwürfe werden nach wie vor am Stammsitz des Familienunternehmens in Welzheim, bei Stuttgart, angefertigt.

### Kundenkreis und Produktion im historischen Kontext

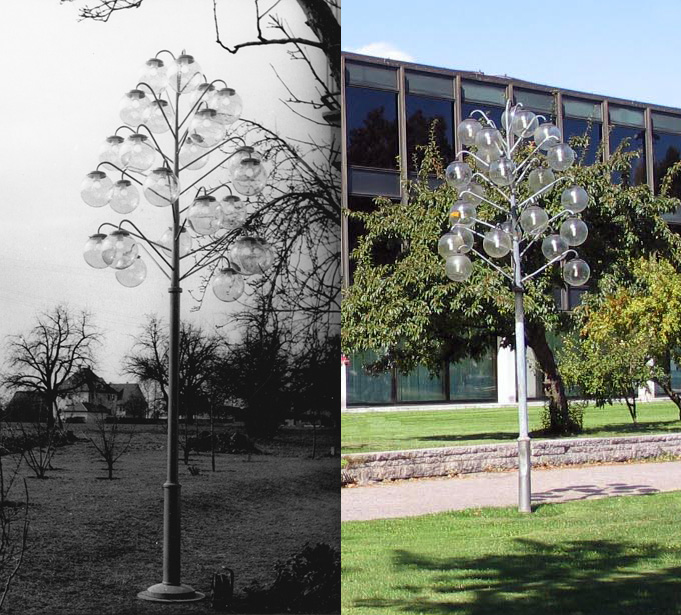
Die Kristallglaskugeln für die Beleuchtung vor dem Stuttgarter Landtag wurden von Joh. Oertel & Co. in den 1960er Jahren hergestellt.

Johannes Christian Oertel, der Gründer, verstand sich als Pionier auf dem Gebiet der Glasveredelung und meldete 1887 ein „Verfahren zur Verzierung von Glas- und Porzellangegenständen mit Perlmutterglanz“ und 1889 ein „Verfahren zur Herstellung einer Farbzier auf Hohlglasgegenständen“ zum Patent an.
1909, nach dem Tod des Gründers, übernahm der Sohn Johannes Oertel die Firma. Neben seinen eigenen Entwürfen wurden auch die Entwürfe der Glasfachschule Haida verwirklicht. Eine Entwurfszeichnung von Johannes Oertel befindet sich heute in der Sammlung des Metropolitan Museum of Art in New York. 1905, 1913 und 1922 stellte Oertel auf den Weltausstellungen in Liège, Gent und Rio de Janeiro aus. Auch auf weiteren Ausstellungen, wie z. B. in Paris (1925) und New York (1929), war Oertel vertreten. Dadurch wurde Joh. Oertel & Co. Kristallglas auch in Nord- und Südamerika bekannt. Oertel entwickelte eine so ausgefeilte Schlifftechnik, dass man 1916 auf der Leipziger Messe diesen Schliff „für die bisher als konkurrenzlos hingestellten französischen Bakkaratfeinschliffe [als] vollgültigen Ersatz“ wertete. Ebenfalls wurden Oertel Kristallgläser auch über die Wiener Werkstätte GmbH weltweit verkauft, wobei Oertel auch Entwürfe von bekannten Künstlern der Wiener Werkstätte GmbH, wie Felice Rix-Ueno, Reni Schaschl, Mathilde Flögl und Hilda Jesser verwirklichte. Das Passauer Glasmuseum stellt fest, „dass Oertel eine originelle, auf künstlerischem Gebiet anspruchsvollere Linie verfolgte, als die Mehrheit der Haidaer Raffineure.“
Nach Vertreibung und Neuanfang mit Ende des Zweiten Weltkriegs wurde das Unternehmen in Welzheim schnellstmöglich neu aufgebaut, sodass bereits 1947 eine neue Kollektion angeboten werden konnte. Auf der Ausstellung "Glas aus Württemberg-Baden" 1950 in Stuttgart konnte die Firma so eine Auswahl ihrer besten Produkte – nach böhmischer Art veredelte Hohlgläser – präsentieren. 1948 gründete Rolf Neuhäuser mit Ludwig Breit jun. als Mitgesellschafter die Cäcilienhütte in Schwäbisch Gmünd, an der neben der Gablonzer Glas- und Schmuckwarenindustrie auch die Stadt und der Kreisverband Schwäbisch Gmünd beteiligt waren; sie wurde 1958 von Graf Schaffgotsch erworben und in Josephinenhütte umbenannt. Diese wurde 1963 von Villeroy & Boch aufgekauft.
Obwohl ab den 1960er Jahren das maschinelle Blasen von Bleikristall möglich wurde, blieb Oertel bei der traditionellen Herstellungsweise von Kristallglaswaren. Diese Strategie beruhte unter anderem auf der von Oertel seit den 1960er Jahren belieferten Kundschaft: Viele Königshäuser wie Libyen, Malaysia und Persien waren Teil des Kundenkreises. Ebenfalls wurde die Staatsoper Stuttgart mit einem Kronleuchter von Oertel ausgestattet. Die Kristallkugeln der Parkbeleuchtung vor dem Stuttgarter Landtag stammen ursprünglich auch von Oertel.
Seit Mitte der 1980er Jahre arbeitet Oertel mit bekannten Designern wie Theo Fabergé im Rahmen der St. Petersburgh Collection (Herstellung der Fabergé-Eier), Alberto Pinto und Christian Dior zusammen. In den 1990er Jahren verlagerte sich der Kundenkreis zunehmend in den arabischen Raum, insbesondere das Emirat Dubai und das Sultanat Oman zählen heute zu den Kunden von Joh. Oertel & Co. Kristallglas.
Vom 30. April 2017 bis 31. Dezember 2017 zeigte das Glasmuseum Spiegelberg in der Ausstellung „Glanzstücke“ eine umfassende Werkschau von 1869 bis zur heutigen Zeit.

## Produkte
Für Großkunden, wie Staatsoberhäupter, Königsfamilien, Prominenz und Interiordesigner, fertigt Oertel individuell gestaltete Kristallglaswaren, vor allem Trinkgläser und Wohnaccessoires, wie Vasen und ähnliches.
Die Besonderheit der unter der Marke OertelCrystal für Privatkunden im Onlinebereich angebotenen Produkte besteht darin, dass sie nicht maschinell, sondern genauso von Hand gefertigt und veredelt werden, wie die Produkte für die oben genannten Großkunden. Daher sind die Kristallglaswaren von Joh. Oertel & Co. im gehobenen Preissegment angesiedelt.